# Charaxes baliensis
Charaxes baliensis är en fjärilsart som beskrevs av James John Joicey och Talbot 1922. Charaxes baliensis ingår i släktet Charaxes och familjen praktfjärilar. Inga underarter finns listade i Catalogue of Life.